# Неразменный рубль
Неразменный рубль, неизводной рубль или беспереводной целковый — популярный образ и элемент славянской мифологии, магический серебряный рубль, который можно было выменять у нечистой силы за чёрную кошку или жаренного в перьях гусака. Если после совершения такой сделки вернуться домой не оглядываясь и ни с кем не разговаривая, то в этом доме до конца жизни будет достаток и богатство, так как этот рубль имеет свойство всегда возвращаться к своему обладателю. Однако если после получения рубля по дороге домой человек оборачивался, то сразу же оказывался где-нибудь на болотах с пустыми руками. По народному поверью, именно для этого тёмная сила будет всячески стараться вернуть человека, пока он держит путь к дому, окликать его, обещая награду и сокровища.
По одной из версий рубль неминуемо должен исчезнуть, если взять с него сдачу после совершения покупки. Для этого нечистая сила будет обманом принуждать владельца принять сдачу, что, в случае успеха, ведёт к исчезновению заветной монеты и превращает все накопленные богатства в черепки. Другие исследователи русского фольклора указывают, что рубль возвращался к владельцу, если после покупки оставалась хоть копейка сдачи, которую обязательно нужно было забрать и положить в карман, после чего она преображалась в рубль.
В некоторых местах люди верили, что заветную монету можно было приобрести, если взять чёрную кошку, спеленать её, в полночь забросить в баню с приговором: «На тебе берёнка, дай мне беспереводной целковый!». Получив рубль, следует сразу покинуть помещение и трижды перекреститься. Другим источником неразменного рубля мог стать домовой, для которого в чистый четверг надо было налить миску борща с кашей, нарезать хлеба и отнести всё это на чердак. Если домовому понравится угощение, то в награду он мог оставить волшебную монету.
Народная молва также гласит, что неразменный рубль можно было получить во время Пасхи. Для этого надо было встать в углу церкви во время Светлой заутрени, держа в левой руке серебряную монету, и когда священнослужитель первый раз произносит: «Христос Воскресе!», ему нужно было ответить «Анталюз маю». В этот момент монета в руках приобретала необыкновенные свойства возвращаться к своему хозяину даже из огня и воды, а если её бросить в другие деньги, то она возвращалась вместе с ними.

## В культуре и искусстве
Неразменный рубль оставил значительный след в русской и советской литературе. Например, писатель Н. С. Лесков в рассказе «Неразменный рубль» описал приобретение чудесного рубля следующим образом:

Есть поверье, будто волшебными средствами можно получить неразменный рубль, то есть такой рубль, который, сколько раз его ни выдавай, он всё-таки опять является целым в кармане. Но для того, чтобы добыть такой рубль, нужно претерпеть большие страхи. Всех их я не помню, но знаю, что, между прочим, надо взять чёрную без единой отметины кошку и нести её продавать рождественскою ночью на перекрёсток четырёх дорог, из которых притом одна непременно должна вести к кладбищу.
Здесь надо стать, пожать кошку посильнее, так, чтобы она замяукала, и зажмурить глаза. Все это надо сделать за несколько минут перед полночью, а в самую полночь придёт кто-то и станет торговать кошку. Покупщик будет давать за бедного зверька очень много денег, но продавец должен требовать непременно только рубль, — ни больше, ни меньше как один серебряный рубль. Покупщик будет навязывать более, но надо настойчиво требовать рубль, и когда, наконец, этот рубль будет дан, тогда его надо положить в карман и держать рукою, а самому уходить как можно скорее и не оглядываться. Этот рубль и есть неразменный или безрасходный, — то есть сколько ни отдавайте его в уплату за что-нибудь, — он всё-таки опять является в кармане. Чтобы заплатить, например, сто рублей, надо только сто раз опустить руку в карман и оттуда всякий раз вынуть рубль.

В произведении братьев Стругацких «Понедельник начинается в субботу» главный герой становится случайным обладателем необычной пятикопеечной монеты образца 1961 года, которая неизменно возвращалась к нему после мелких покупок. В ходе повествования герой начинает экспериментировать с ней и попадает в отделение милиции, в котором выясняется, что он стал обладателем рабочей модели неразменного пятака образца ГОСТ 718-62.
В романе Олега Слепынина «Златник» также фигурирует неразменная монета.
В кинофильме Г. Козинцева «Юность Максима» (1934) молодой рабочий Дёма рассказывает Максиму сон о неразменном рубле: «Хошь ешь, хошь пей, а рупь при тебе остаётся».